# Arenaria tetraquetra
Arenaria tetraquetra es una planta herbácea perteneciente a la familia de las cariofiláceas.

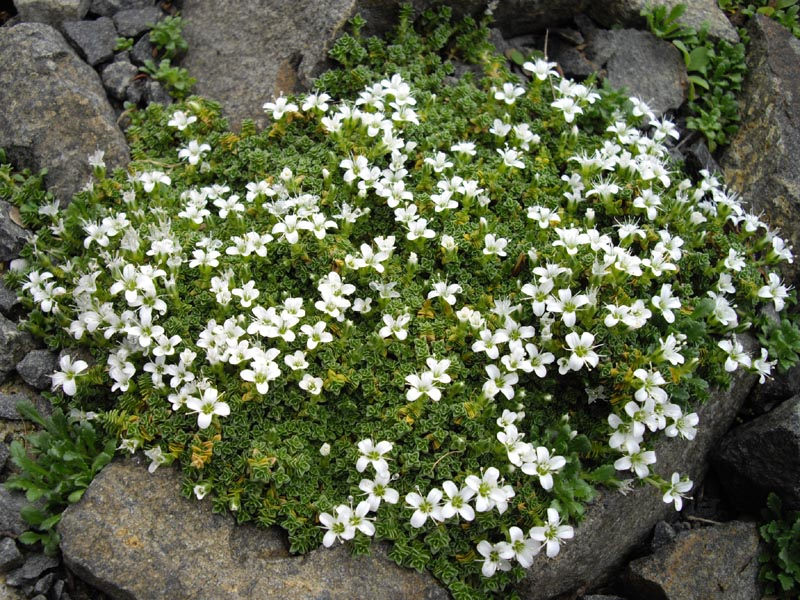
Vista de la planta en flor

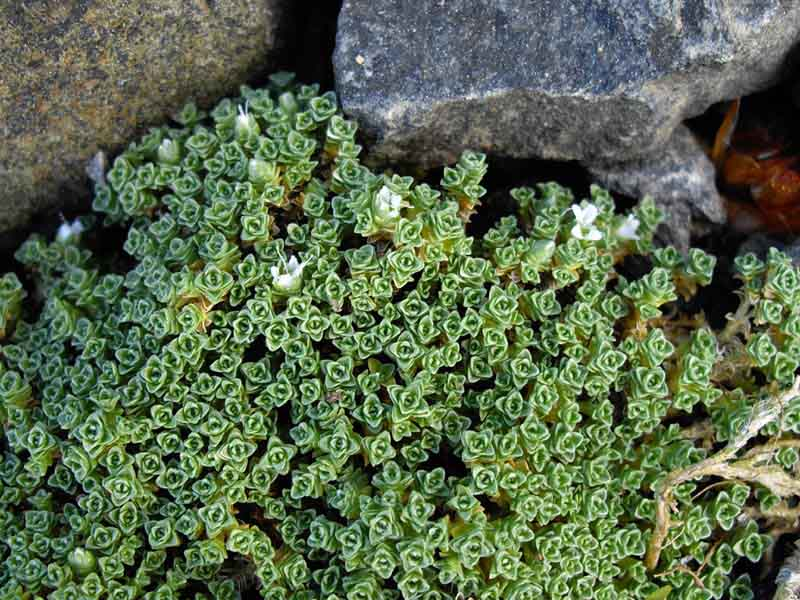
En su hábitat

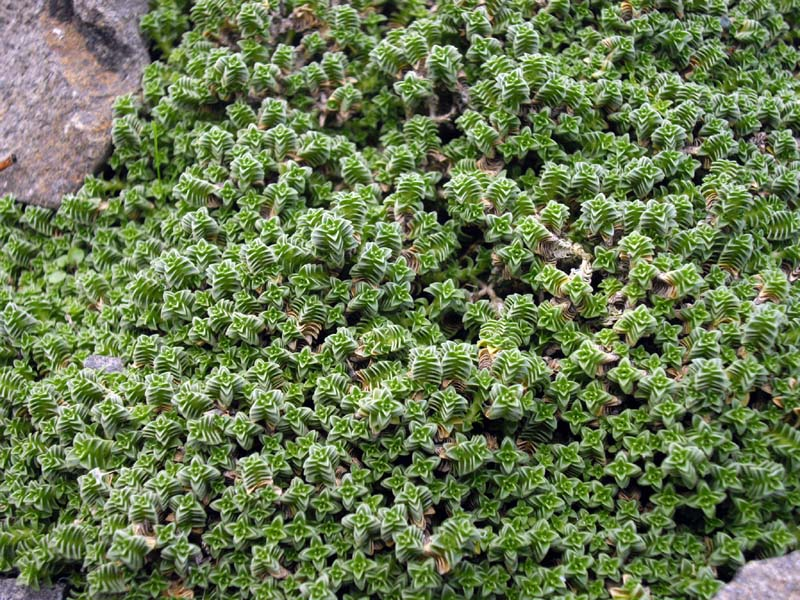
Vista de la planta

## Descripción
Planta pulviniforme, con cepa leñoso-tortuosa muy ramificada, formando almohadillas muy densas,  hemisféricas o adaptadas al relieve; entrenudos glabros o pelosos. Hojas (1)1,5-3(4) x (0,5)0,6-1,7(2,5) mm, de triangular-ovadas a ovado-lanceoladas, densamente imbricadas, obtusas -muy rara vez agudas-, arqueado-patentes, glabras por el envés y pelosas o glabras por el haz, con nervio marginal muy grueso. Flores tetrámeras o pentámeras, solitarias, raramente geminadas o en inflorescencias racemosas de 3-5 flores, sobresaliendo casi por completo de la almohadilla. Cáliz (4)4,5-6(6,5) mm; sépalos ovado-lanceolados, ciliados, con nervadura muy neta. Pétalos 5-8 mm, más largos que los sépalos. Arteras 0,5-0,8 mm. Cápsula 5-5,5(7) mm, ovoideo-oblonga, submembranácea, de poco más corta a poco más larga que el cáliz. Semillas 0,7-1,3(1,4) mm, reniformes, negras, con las células de la testa obtusas.

## Taxonomía
Arenaria tetraquetra fue descrita por Carlos Linneo y publicado en Sp. Pl.: 423 (1753)
Citología
Número de cromosomas de Arenaria tetraquetra (Fam. Caryophyllaceae) y táxones infraespecíficos: 2n=120, 123-126
Etimología
Arenaria: nombre genérico que deriva del término latino arenarius  = "de arena, arenoso". Adjetivo sustantivado: la planta a la que J.Bauhin dio este nombre en 1631 vive en terreno arenoso.
tetraquetra: epíteto latino
Variedades
- Arenaria tetraquetra subsp. tetraquetra ,
- Arenaria tetraquetra subsp. amabilis (Bory) H. Lindb, Acta Soc. Sci. Fenn. Ser. B, Opera Biol. 1(2): 45 (1932)
- Arenaria tetraquetra subsp. murcica (Font Quer) Favarger & Nieto Feliner, Bot. J. Linn. Soc. 97: 3 (1988)

Sinonimia
- Alsinanthus tetraqueter (L.) Desv.
- Alsine imbricata C.A.Mey.
- Alsine tetraquetra Crantz
- Arenaria aggregata subsp. tetraquetra (L.) Font Quer
- Arenaria decussata Salisb.
- Arenaria glutinosa Willd. ex Ledeb.
- Arenaria imbricata Lag. & Rodr.
- Arenaria imbricata M.Bieb.
- Arenaria inamoena Steud.
- Minuartia imbricata Nakai
- Minuartia imbricata Mattf.
- Plinthine aggregata Rchb.
- Plinthine tetraquetra Rchb.
- Spergula imbricata D.Dietr.[5]

## Nombre común
- Castellano: papo, piel de león.[6]